# 串間インターチェンジ
串間インターチェンジ（くしまインターチェンジ）は、宮崎県串間市大字西方に建設中の油津・夏井道路（東九州自動車道に並行する一般国道220号の自動車専用道路）のインターチェンジである。名称は仮称である。
当インターチェンジを含む、夏井IC - 奈留IC間が油津・夏井道路として事業中である。

## 歴史
- 2013年（平成25年）10月11日：九州地方整備局が東九州自動車道で唯一事業化されていない日南IC - 志布志IC（約40キロ）の3ルート案を提示[2]。
- 2014年（平成26年）5月28日：国土交通省九州地方整備局が日南 - 志布志間について、全区間を自動車専用道路として整備する方針を明らかにし、福岡市で開いた有識者による小委員会で報告した[3][4]。
- 2016年（平成28年）
  - 3月8日：未事業化区間である日南 - 志布志間 (40.7 km)のうち、日南IC - 油津IC間 (3.2 km)と夏井IC - 志布志IC間 (3.7 km)が2016年度より国道220号日南・志布志道路として新規事業採択時評価の候補路線となる[1]。
  - 4月1日：国道220号日南・志布志道路 日南IC - 油津IC間、同 夏井IC - 志布志IC間が事業化[5][6]。
- 2019年（平成31年）
  - 3月1日：油津IC - 南郷IC(6.4 km)、奈留IC - 夏井IC(14.1 km)が国道220号油津・夏井道路として新規事業採択時評価の候補路線となる[7]。
  - 3月29日 - 油津IC - 南郷IC、奈留IC - 夏井IC間が事業化[8][9]。
- 未定：奈留IC - 夏井IC間開通予定。

## 周辺
- 串間市街地
  - 串間市役所
  - 串間駅
  - 道の駅くしま
- 串間市総合運動公園
- 串間市民病院

## 隣
E78 東九州自動車道（自動車専用道路区間含む）
奈留IC - 串間IC - 夏井IC